# 공개 비디오 게임
공개 비디오 게임은 상업적으로 이용하지 않고 무료로 공개한 게임이다. 간단히 공개 게임이라고도 한다.

## 명칭의 유래
대한민국에서는 1990년대에 주로 하이텔, 천리안 등의 PC 통신을 통해 게임이 배포되었는데, 이들 게임들은 상업성을 띠지 않은 프리웨어들이 대부분이었다. 이러한 환경에서 자연스럽게 생긴 명칭이 공개 게임이다.

## 역사
1980년대에 컴퓨터가 일반에 보급되면서 MSX, SPC-1000 등의 기종을 사용하는 몇몇 사용자들에 의한 프로그램 개발 움직임이 있었다. SPC-1000을 보급했던 삼성전자에서 주최한 프로그램 공모전, 컴퓨터 잡지 <컴퓨터학습> 등을 통해 아마추어들은 자신이 개발한 프로그램을 소스와 함께 공개했고 그 중에는 게임도 있었다. 그러나 이러한 프로그램들은 당시 PC의 보급률이 열악했기 때문에 널리 알려지지는 못했다.
1980년대 후반 정부가 16비트 IBM PC 컴퓨터를 교육용 표준 기종으로 지정하면서 PC의 보급률이 늘어나기 시작하였고 가정이나 컴퓨터 학원 등을 통해 컴퓨터를 접하는 사람들이 늘어났다. 이 시절에는 주로 복제된 디스켓 등을 통해 게임이 전파되는 경우가 많았으며, 당시 인기였던 아마추어 게임으로는 코리안 테트리스 등이 있다.
이러한 환경적 요인에 힘입어 1990년대에는 수많은 공개 게임들이 PC통신을 통해 선보이게 된다. 1990년대 초반에는 정영덕이 PC로 이식한 스트리트 파이터가 큰 인기를 얻었다. 
각종 동호회를 통한 제작 활동도 활발해져서, 하이텔의 경우 게임 제작 동호회를 중심으로 많은 아마추어 팀들이 공개 게임을 제작하였다.
그러나 2000년대에 들어서면서 PC통신이 쇠퇴하고 인터넷 중심의 환경으로 바뀌면서 이전에 비해 공개 게임 제작 빈도가 크게 줄어들었으며, 동시에 PC 패키지 게임 시장이 몰락하면서 환경도 매우 열악해졌다. 
현재는 인터넷의 일부 커뮤니티를 통해 간간히 제작이 이루어지고 있다. 각종 게임 제작 툴이 만들어지면서 프로그래밍을 모르는 사람들의 참여가 크게 증가했으나, 1990년대만큼 대중적으로 크게 알려지지는 못하는 형편이다.